# Abadia de Saint-Médard de Soissons
A Abadia de Saint-Médard de Soissons era um mosteiro beneditino, outrora considerado o maior da França.

## História
A abadia foi fundada em 557 por Clotário I em seu feudo de Crouy, perto da vila de Siágrio, fora dos então limites de Soissons para abrigar os restos mortais de Santo Medardo, segundo a lenda que durante o cortejo fúnebre o esquife parou em Crouy e era impossível mover-se até que o rei fizesse uma doação de toda a propriedade para a fundação da abadia.
Além de Santo Medardo, os reis Clotário I e Sigeberto I também foram sepultados aqui. Em 751, Quilderico III foi deposto aqui, e Pepino, o Breve, coroado. Richard Gerberding, o editor moderno do Liber Historiae Francorum coloca seu autor anônimo aqui, cerca de 727.
Hilduin, abade de 822 a 830, obteve em 826 do Papa Eugênio II relíquias de São Sebastião e de São Gregório Magno, e também conseguiu obter a transferência para a abadia das relíquias de São Gotardo e de São Remígio. Ele reconstruiu a igreja, que foi consagrada em 27 de agosto de 841, na presença de Carlos, o Calvo e setenta e dois prelados; o próprio rei ajudou a carregar o corpo de Santo Medardo para a nova igreja.
Em 833, Luís I, o Piedoso, foi preso e submetido a uma penitência pública aqui.
Em 1121, após um concílio em Soissons, onde foi acusado de heresia, Pedro Abelardo foi, como punição, confinado ao convento de São Medardo.
Em 1131, o Papa Inocêncio II reconsagrou a igreja reconstruída e concedeu aos visitantes indulgências conhecidas como "perdões de São Medardo".
A riqueza da abadia era imensa. No século XII, a comunidade possuía cerca de duzentos e vinte feudos. A abadia também cunhou moedas.
Sua riqueza permaneceu até o século XVI, mas as Guerras de Religião arruinaram e, embora tenha sido restaurado em 1637, nunca recuperou sua estatura anterior. A abadia foi dissolvida na Revolução Francesa.
Os prédios haviam desaparecido no início do século XX, exceto pela cripta ainda existente, de cerca de 840.

## Abades
Os abades de Saint-Médard incluíam:
- Santo Arnaldo de Soissons, que em 1081 tornou-se bispo de Soissons;
- São Geraldo de Sauve-Majeure, final do século XI;
- Cardeal de Bernis, abade comendatório de 1756

## Sepulturas
- Clotário I
- Edgiva de Wessex